# Vormärz
Vormärz es un nombre que recibe el período histórico comprendido entre el fin del Congreso de Viena en 1815 y, bien la Revolución de 1830 en Francia, bien la Revolución de 1848. Este término se debe ver en el contexto de las corrientes revolucionarias y opuestas al régimen político que se desarrollaron en Alemania durante estos años. Para el mismo período de tiempo se emplea el término Biedermeier cuando se busca hacer referencia a una tendencia determinada en el ámbito del arte, la literatura y la cultura: quietista e intimista, opuesta, dentro del ámbito literario, a la tendencia política comprometida Vormärz. En el ámbito de la Historia política se utiliza también el término Restauración. 
“La restauración –es decir, la época que se inicia en el Congreso de Viena (1815) y que se cierra con los levantamientos de marzo de 1848– constituye un período atravesado por tendencias contradictorias; circunstancia que se traduce, en el campo de la literatura, en una polarización entre, por un lado, tendencias intimistas y quietistas que revelan una cierta medida de resignación apolítica y 
adaptación a las circunstancias contemporáneas, y que fueron designadas por la historiografía literaria alemana con el término de Biedermeier, y por otro, tendencias políticamente comprometidas, que encuentran su expresión más significativa en la lírica y en el periodismo, y a las que la crítica asignó el término Vormärz”. (Introducción de Miguel Vedda a "Karl MARX y Friedrich ENGELS, Escritos sobre literatura". Buenos 
Aires: Colihue, 2013, pág. 9.)  

## Término
Vormärz es una contracción alemana compuesta por las palabras Vor- (antes de) y März (marzo). En este contexto «marzo» se refiere a la Revolución de Marzo, más conocido como la Revolución alemana de 1848-1849.

## Contexto histórico
Justo antes de la victoria definitiva sobre Napoleón en la Batalla de Waterloo (18 de junio de 1815) la mayor parte de las monarquías y principados europeos acordó en el Congreso de Viena (en el que fue determinante la influencia del diplomático y canciller austríaco príncipe Metternich) las medidas comunes de la política de la Restauración. El objetivo de Metternich era restablecer el antiguo orden después de la victoria sobre Napoleón. No obstante, las experiencias vividas en los territorios alemanes durante el período de dominación francesa provocaron el nacimiento de una nueva idea de unidad y un deseo de libertad, aunque también se reavivó la hostilidad contra Francia. En oposición a las aspiraciones absolutistas y monárquicas y con la influencia de la Revolución francesa apareció un movimiento liberal nacionalista que dio como resultado el establecimiento de un Estado nacional alemán dotado de una constitución liberal. En respuesta a estas ideas en 1819 los monarcas instauraron un sistema de persecución y censura mediante los Decretos de Karlsbad. Este período guarda una estrecha relación con Romanticismo en el aspecto cultural y tiene conexión con el Biedermeier. No fueron pocos los que renunciaron a la confrontación con las autoridades y se vieron, en cierto modo, obligados a llevar una vida apartada de la actividad política.
Estos fueron algunos hechos relevantes en el camino hacia la Revolución alemana de 1848-1849:
- 1803: Secularizaciones mediante la Conclusión Principal de la Delegación Imperial Extraordinaria,
- 1806: Desintegración del Sacro Imperio Romano Germánico provocada por Napoleón y fundación de la Confederación del Rin,
- 1807–1812: Emancipación de los campesinos, abolición de la sociedad estamental y libertad de empresa propiciadas por las Reformas prusianas,
- 1815: Congreso de Viena,
- 1815: Fundación de la Urburschenschaft (primera asociación de estudiantes) en Jena,
- 1817: Fiesta de Wartburg,
- 1819: Decretos de Karlsbad,
- 1820–1830: Período del Biedermeier (aislamiento en la vida privada),
- 1830: Revolución de 1830 en Francia, que condujo a la instauración de la monarquía liberal del rey Luis Felipe I de Francia,
- 1830: Levantamiento de Noviembre en Polonia,
- 1832: Fiesta de Hambach,
- 1833: Frankfurter Wachensturm,
- 1834: Fundación de Unión Aduanera de Alemania,
- 1837: Los siete de Gotinga,
- 1840: Crisis del Rin,
- 1844: Insurrección de los tejedores de Silesia,
- 1846: Insurrección de Cracovia, Levantamiento de la Gran Polonia
- 1847: Germanistentag
- 1848: Revolución francesa de 1848 en Francia.

Los dos últimos acontecimientos llevaron a la proclamación de la Segunda República Francesa y encendieron la chispa de la Revolución de 1848 en los estados de la Confederación Alemana y otros principados europeos.

## El Vormärz literario en Alemania
El término Vormärz hace referencia tanto a la corriente literaria opuesta a la Restauración como a la literatura de tinte político y revolucionario que se desarrollaron en la década previa a la Revolución Alemana de 1848-1849. El comienzo de este período literario ha sido objeto de discusión; según las distintas posturas se lo sitúa en 1815 (Congreso de Viena), en 1819 (Decretos de Karlsbad), en 1830 (Revolución de 1830) o en 1840 (Crisis del Rin). El Vormärz, que pretendía conseguir cambios políticos en Alemania y esperaba una mejora de las condiciones de vida, se alzó en contraposición a la literatura del Biedermeier, movimiento conservador, restaurador y resignado en lo que a política se refiere. Los géneros más importantes en el Vormärz son la carta, el libro de viaje y el poema político.
Quizás la Joven Alemania, cuyas publicaciones fueron prohibidas por el Parlamento Federal de Frankfurt en 1835, sea el grupo más importante de autores de esta época. Los representantes de esta corriente pretendían influir en la conciencia política de la burguesía y reclamaban una literatura comprometida que estuviera orientada hacia la realidad social. Su alejamiento de los ideales que representaba el Clasicismo literario se manifestó en el término Fin del Período Artístico, creado por Heinrich Heine. Los principales representantes de la Joven Alemania fueron Karl Gutzkow, Heinrich Laube, Theodor Mundt y Ludolf Wienbarg.
Mientras que los jóvenes alemanes, cuya actividad literaria y política alcanzó su punto álgido a mediados de los años 30 del siglo XIX, se sirvieron de las variadas formas que ofrece el género narrativo y fundaron revistas propias, los poetas del Vormärz, cuya actividad se desarrolló principalmente en los años 40, trataron de actuar en pos del progreso a través de la poesía. Entre los autores más importantes de esta corriente se encuentran August Heinrich Hoffmann von Fallersleben, Ferdinand Freiligrath (Ça ira, Neue politische und soziale Gedichte (Nuevos poemas políticos y sociales)) y Georg Herwegh (Gedichte eines Lebendigen (Poesías de un viviente)). En este contexto debemos mencionar también a Robert Eduard Prutz y Georg Weerth (Humoristische Skizzen aus dem deutschen Handelsleben (Bocetos humorísticos de la vida de un comerciante alemán), Leben und Taten des berühmten Ritters Schnapphanski (Vida y hechos del célebre caballero Schnapphanski), a quien la ciencia literaria de orientación marxista quiso apodar como el primer "poeta del proletariado alemán".
Junto a estos grupos debemos mencionar a distintos autores y autoras independientes que hicieron su aportación a las tendencias literarias del Vormärz, prerrevolucionarias y carácter progresista. Ludwig Börne, con su periodismo crítico, (Briefe aus Paris (Cartas desde París)) fue un precursor y un ejemplo a seguir para los jóvenes alemanes.
También se encuadran en la literatura del Vormärz las obras de Georg Büchner (Woyzeck, Lenz, Der Hessische Landbote (El correo de Hessen), Leonce und Lena (Leoncio y Lena), Dantons Tod (La muerte de Danton). A pesar de que su contacto con Gutzkow era escaso, Büchner siguió la estrategia conjunta de la Joven Alemania, fuertemente orientada hacia la burguesía. Büchner y Christian Dietrich Grabbe, cada uno a su manera, dieron un nuevo impulso al género dramático.
Heinrich Heine, con sus altas exigencias estéticas, se distanció de los jóvenes alemanes; no obstante, compartió con ellos en gran medida la crítica social. Por ello, no es casualidad que la prohibición aprobada por el Bundestag de las obras de la Joven Alemania lo incluyera también a él. Los poetas del Vormärz, a quienes Heine criticó, lo inspiraron posteriormente en la composición de poemas políticos sobre acontecimientos de la época como Die schlesischen Weber (Los tejedores silesios) y de la epopeya en verso Deutschland. Ein Wintermärchen (Alemania. Un cuento de invierno), que están dentro de sus obras más radicales.
Otros autores que tienen su lugar en el contexto del Vormärz literario son, entre otros, Ernst Dronke y Adolf Glaßbrenner. Tampoco debemos olvidar a las escritoras que en aquellos años entraron con paso firme en el mundo de la publicación, escritoras como Louise Aston (Meine Emanzipation (Mi emancipación)) o Fanny Lewald (Eigene Gedanken über die Mädchenerziehung (Pensamientos propios acerca de la educación de las muchachas)), que plantearon preguntas sobre temas específicamente relacionados con las mujeres, o como Bettina von Arnim (Dies Buch gehört dem König (Este libro pertenece al rey)), que planteó cuestiones de temática social.

## Autores y autoras relevantes con sus obras
| Autor(a)                                | Obra |
| --------------------------------------- | --- |
| Bettina von Arnim (1785–1859)           | Dies Buch gehört dem König (Este libro pertenece al rey) |
| Ludwig Börne (1786–1837)                | Briefe aus Paris (Cartas desde París) (correspondencia) |
| Heinrich Heine (1797–1856)              | Deutschland. Ein Wintermärchen (Alemania. Un cuento de invierno) (relato en verso); Reisebilder (Cuadros de viaje); journalistische Texte (Textos periodísticos); Gedichte (Poemas)                                                                                  |
| Friedrich Wilhelm Schulz (1797–1860)    | Der Tod des Pfarrers Friedrich Ludwig Weidig (La muerte del pastor Friedrich Ludwig Weidig) |
| Ferdinand Freiligrath (1810–1876)       | Ça ira, Neue politische und soziale Gedichte (Noevos poemas políticos y sociales) (colección de poemas) |
| Karl Gutzkow (1811–1878)                | Wally, die Zweiflerin (Wally, la escéptica) (1835) |
| Georg Büchner (1813–1837)               | Dantons Tod (La muerte de Danton); Woyzeck (dramas), Leonce und Lena (Leoncio y Lena) (comedia), Lenz (relato); Der hessische Landbote (El correo de Hessen) (panfleto)                                                                                              |
| Louise Aston (1814–1871)                | Meine Emanzipation (Mi emancipación) (Alegato tras ser expulsada de Berlín) |
| Georg Herwegh (1817–1875)               | Gedichte eines Lebendigen (Poesías de un viviente) |
| Georg Weerth (1822–1856)                | Humoristische Skizzen aus dem deutschen Handelsleben (Bocetos humorísticos de la vida de un comerciante alemán); Leben und Taten des berühmten Ritters Schnapphahnski (Vida y hechos del célebre caballero Schnapphahnski) (folletines satíricos); Gedichte (Poemas) |
| Annette von Droste-Hülshoff (1797–1848) | Durante toda su vida escribió con un estilo de tinte realista y naturalista. Die Judenbuche (El haya del judío) (relato) |